# Emilie Dokset
Emilie Rodahl Dokset (Oslo, 11 de mayo de 1992) es una árbitra de fútbol noruega internacional FIFA desde 2018, dirige los partidos de la Toppserien.

## Torneos de selecciones
Ha arbitrado en los siguientes torneos de selecciones nacionales:
- Clasificatorios para el Campeonato Europeo Femenino Sub-17 de la UEFA 2018-19
- Clasificación para el Campeonato Europeo Femenino Sub-19 de la UEFA 2019
- Clasificación para la Eurocopa Femenina 2021
- Clasificatorios para el Campeonato Europeo Femenino Sub-19 de la UEFA 2020